# Alucita balioxantha
Alucita balioxantha là một loài bướm đêm thuộc họ Alucitidae. Loài này có ở Cộng hòa Congo.